# Premi Oscar 1962
La 34ª edizione della cerimonia di premiazione dei Premi Oscar si è tenuta il 9 aprile 1962 a Santa Monica, al Santa Monica Civic Auditorium, presentata dal comico Bob Hope.

## Vincitori e candidati
Vengono di seguito indicati in grassetto i vincitori. Ove ricorrente e disponibile, viene indicato il titolo in lingua italiana e quello in lingua originale tra parentesi.

### Miglior film
- West Side Story, regia di Jerome Robbins e Robert Wise
- Fanny, regia di Joshua Logan
- Lo spaccone (The Hustler), regia di Robert Rossen
- Vincitori e vinti (Judgment at Nuremberg), regia di Stanley Kramer
- I cannoni di Navarone (The Guns of Navarone), regia di Jack Lee Thompson

### Miglior regia
- Jerome Robbins e Robert Wise - West Side Story
- J. Lee Thompson - I cannoni di Navarone (The Guns of Navarone)
- Robert Rossen - Lo spaccone (The Hustler)
- Stanley Kramer - Vincitori e vinti (Judgment at Nuremberg)
- Federico Fellini - La dolce vita

### Miglior attore protagonista
- Maximilian Schell - Vincitori e vinti (Judgment at Nuremberg)
- Charles Boyer - Fanny
- Paul Newman - Lo spaccone (The Hustler)
- Spencer Tracy - Vincitori e vinti (Judgment at Nuremberg)
- Stuart Whitman - Il marchio (The Mark)

### Migliore attrice protagonista
- Sophia Loren - La ciociara
- Audrey Hepburn - Colazione da Tiffany (Breakfast at Tiffany's)
- Piper Laurie - Lo spaccone (The Hustler)
- Geraldine Page - Estate e fumo (Summer and Smoke)
- Natalie Wood - Splendore nell'erba (Splendor in the Grass)

### Miglior attore non protagonista
- George Chakiris - West Side Story
- Montgomery Clift - Vincitori e vinti (Judgment at Nuremberg)
- Peter Falk - Angeli con la pistola (Pocketful of Miracles)
- Jackie Gleason - Lo spaccone (The Hustler)
- George C. Scott - Lo spaccone (The Hustler)

### Migliore attrice non protagonista
- Rita Moreno - West Side Story
- Fay Bainter - Quelle due (The Children's Hour)
- Judy Garland - Vincitori e vinti (Judgment at Nuremberg)
- Lotte Lenya - La primavera romana della signora Stone (The Roman Spring of Mrs. Stone)
- Una Merkel - Estate e fumo (Summer and Smoke)

### Miglior sceneggiatura non originale
- Abby Mann - Vincitori e vinti (Judgment at Nuremberg)
- George Axelrod - Colazione da Tiffany (Breakfast at Tiffany's)
- Carl Foreman - I cannoni di Navarone (The Guns of Navarone)
- Sidney Carroll e Robert Rossen - Lo spaccone (The Hustler)
- Ernest Lehman - West Side Story

### Miglior sceneggiatura originale
- William Inge - Splendore nell'erba (Splendor in the Grass)
- Stanley Shapiro e Paul Henning - Amore, ritorna! (Lover Come Back)
- Federico Fellini, Tullio Pinelli, Ennio Flaiano e Brunello Rondi - La dolce vita
- Sergio Amidei, Diego Fabbri e Indro Montanelli - Il generale Della Rovere
- Valentin Ezhov e Grigori Chukhrai - La ballata di un soldato (Ballada o soldate)

### Miglior film straniero
- Come in uno specchio (Såsom i en spegel), regia di Ingmar Bergman (Svezia)
- Placido (Plácido), regia di Luis García Berlanga (Spagna)
- Il dominatore degli Indios (Ánimas Trujano - El hombre importante), regia di Ismael Rodríguez (Messico)
- Amore immortale (Eien no hito), regia di Keisuke Kinoshita (Giappone)
- Harry og kammertjeneren (Harry og kammertjeneren), regia di Bent Christensen (Danimarca)

### Miglior fotografia
- Bianco e nero
  - Eugen Shuftan - Lo spaccone (The Hustler)
  - Edward Colman - Un professore fra le nuvole (The Absent Minded Professor)
  - Franz F. Planer - Quelle due (The Children's Hour)
  - Ernest Laszlo - Vincitori e vinti (Judgment at Nuremberg)
  - Daniel L. Fapp - Uno, due, tre! (One, Two, Three)

- Colore
  - Daniel L. Fapp - West Side Story
  - Jack Cardiff - Fanny
  - Russell Metty - Fior di loto (Flower Drum Song)
  - Harry Stradling Sr. - Il molto Onorevole Ministro (A Majority of One)
  - Charles Lang - I due volti della vendetta (One-Eyed Jacks)

### Miglior scenografia
- Bianco e nero
  - Harry Horner e Gene Callahan - Lo spaccone (The Hustler)
  - Carroll Clark, Emile Kuri e Hal Gausman - Un professore fra le nuvole (The Absent Minded Professor)
  - Fernando Carrere e Edward G. Boyle - Quelle due (The Children's Hour)
  - Rudolph Sternad e George Milo - Vincitori e vinti (Judgment at Nuremberg)
  - Piero Gherardi - La dolce vita

- Colore
  - Boris Leven e Victor A. Gangelin - West Side Story
  - Hal Pereira, Roland Anderson, Sam Comer e Ray Moyer - Colazione da Tiffany (Breakfast at Tiffany's)
  - Veniero Colasanti e John Moore - El Cid
  - Alexander Golitzen, Joseph C. Wright e Howard Bristol - Fior di loto (Flower Drum Song)
  - Hal Pereira, Walter Tyler, Sam Comer e Arthur Krams - Estate e fumo (Summer and Smoke)

### Migliori costumi
- Bianco e nero
  - Piero Gherardi - La dolce vita
  - Dorothy Jeakins - Quelle due (The Children's Hour)
  - Howard Shoup - Un pugno di fango (Claudelle Inglish)
  - Jean Louis - Vincitori e vinti (Judgment at Nuremberg)
  - Yoshirō Muraki - La sfida del samurai (Yojimbo)

- Colore
  - Irene Sharaff - West Side Story
  - Bill Thomas - Babes in Toyland (Babes in Toyland)
  - Jean Louis - Il sentiero degli amanti (Back Street)
  - Irene Sharaff - Fior di loto (Flower Drum Song)
  - Edith Head e Walter Plunkett - Angeli con la pistola (Pocketful of Miracles)

### Migliori effetti speciali
- Bill Warrington e Vivian C. Greenham - I cannoni di Navarone (The Guns of Navarone)
- Robert A. Mattey e Eustace Lycett - Un professore fra le nuvole (The Absent Minded Professor)

### Miglior montaggio
- Thomas Stanford - West Side Story
- William Reynolds - Fanny
- Alan Osbiston - I cannoni di Navarone (The Guns of Navarone)
- Frederic Knudtson - Vincitori e vinti (Judgment at Nuremberg)
- Philip W. Anderson - Il cowboy con il velo da sposa (The Parent Trap)

### Miglior sonoro
- Fred Hynes, Gordon E. Sawyer, Todd-AO Sound Department e Samuel Goldwyn Studio Sound Department - West Side Story
- Gordon E. Sawyer e Samuel Goldwyn Studio Sound Department - Quelle due (The Children's Hour)
- Waldon O. Watson e Revue Studio Sound Department - Fior di loto (Flower Drum Song)
- John Cox e Shepperton Studio Sound Department - I cannoni di Navarone (The Guns of Navarone)
- Robert O. Cook e Walt Disney Studio Sound Department - Il cowboy con il velo da sposa (The Parent Trap)

### Migliore colonna sonora
- Film musicale
  - Saul Chaplin, Johnny Green, Sid Ramin e Irwin Kostal - West Side Story
  - George Bruns - Babes in Toyland
  - Alfred Newman e Ken Darby - Fior di loto (Flower Drum Song)
  - Dmitrij Šostakovič - Khovanshchina
  - Duke Ellington - Paris Blues

- Film drammatico o commedia
  - Henry Mancini - Colazione da Tiffany (Breakfast at Tiffany's)
  - Miklós Rózsa - El Cid
  - Morris Stoloff e Harry Sukman - Fanny
  - Dimitri Tiomkin - I cannoni di Navarone (The Guns of Navarone)
  - Elmer Bernstein - Estate e fumo (Summer and Smoke)

### Miglior canzone
- Moon River, musica di Henry Mancini, testo di Johnny Mercer - Colazione da Tiffany (Breakfast at Tiffany's)
- Bachelor in Paradise, musica di Henry Mancini, testo di Mack David - Uno scapolo in paradiso (Bachelor in Paradise)
- Love Theme from El Cid, musica di Miklós Rózsa, testo di Paul Francis Webster - El Cid
- Pocketful of Miracles, musica di James Van Heusen, testo di Sammy Cahn - Angeli con la pistola (Pocketful of Miracles)
- Town without Pity, musica di Dimitri Tiomkin, testo di Ned Washington - La città spietata (Town without Pity)

### Miglior documentario
- Sky Above and Mud Beneath (Le Ciel et la Boue), regia di Pierre-Dominique Gaisseau
- La grande Olimpiade, regia di Romolo Marcellini

### Miglior cortometraggio
- Seawards the Great Ships (Seawards the Great Ships), regia di Hilary Harris
- Play Ball! (Ballon Vole), regia di Jean Dasque
- The Face of Jesus (The Face of Jesus), regia di John D. Jennings
- Rooftops of New York (Rooftops of New York), regia di Robert McCarty
- Very Nice, Very Nice (Very Nice, Very Nice), regia di Arthur Lipsett

### Miglior cortometraggio documentario
- Project Hope (Project Hope), regia di Frank P. Bibas
- Breaking the Language Barrier (Breaking the Language Barrier), regia di United States Air Force
- Cradle of Genius (Cradle of Genius), regia di Paul Rotha
- Kahl (Kahl), regia di Dido-Film GmbH
- L'uomo in grigio, regia di Benedetto Benedetti

### Miglior cortometraggio d'animazione
- Surogat, regia di Dusan Vukotic
- Pippo e il fuoribordo (Aquamania), regia di Wolfgang Reitherman
- Passaggio all'avello (Beep Prepared), regia di Chuck Jones e Maurice Noble
- Nelly's Folly (Nelly's Folly), regia di Chuck Jones e Abe Levitow
- The Pied Piper of Guadalupe (The Pied Piper of Guadalupe), regia di Friz Freleng e Hawley Pratt

## Premi speciali

### Premio alla carriera
- William L. Hendricks per lo straordinario e patriottico servizio reso con l'ideazione, la sceneggiatura e la produzione del film sul Corpo dei Marines, A Force in Readiness, che ha dato onore all'Academy ed all'industria cinematografica.
- Fred L. Metzler per la dedizione e lo straordinario servizio all'Academy.
- Jerome Robbins per i suoi brillanti risultati nell'arte della coreografia nei film.

### Premio umanitario Jean Hersholt
- George Seaton

### Premio alla memoria Irving G. Thalberg
- Stanley Kramer